# Quinebaug Highlands
Die Quinebaug Highlands sind eine Region an der Grenze von Connecticut und Massachusetts mit einer Fläche von 172.000 acre (696 km²). Das Gebiet erstreckt sich über mehrere Gebirgszüge und Hügelketten um Ashford, Eastford, Union und Woodstock im Nordosten von Connecticut und um Southbridge und Sturbridge in Massachusetts. Das Gebiet schließt mehr als 40000 acre (160 km²) an Schutzgebieten ein und ist heute in den Nutzungsplan des Quinebaug and Shetucket Rivers Valley National Heritage Corridor aufgenommen. In den Highlands liegen die Quellen mehrerer Flüsse, wie auch die des namengebenden Quinebaug Rivers
Die höchste Erhebung ist Burley Hill in Union mit einer Höhe von 401 m (1315 ft).

## Landmarken und Naturschutzgebiete der Quinebaug Highlands
- Bigelow Hollow State Park
- Brimfield State Forest
- Burley Hill
- East Brimfield Lake
- Natchaug State Forest
- Nipmuck State Forest
- Norcross Wildlife Sanctuary
- Snow Hill
- Streeter Point Recreation Area
- Wells State Park
- Westville Lake
- Yale-Myers Forest